# Therasiella neozelanica
Therasiella neozelanica är en snäckart som beskrevs av Cumber 1967. Therasiella neozelanica ingår i släktet Therasiella och familjen Charopidae. Inga underarter finns listade i Catalogue of Life.